# Röthenbach Ost
Röthenbach Ost ist der Name eines statistischen Bezirks im Südwesten Nürnbergs. Er gehört zum Statistischen Stadtteil 5 “Südwestliche Außenstadt” und umfasst den östlichen Teil des Stadtteils Röthenbach bei Schweinau.  Der Bezirk besteht aus den Distrikten 520 Röthenbach (Röthenbacher Hauptstr.),
521 Röthenbach Ost (Pl.d.Deutschen Einh.) und 522 Röthenbach Ost (Ahornstr.).